# The Coquette (film, 1911)
Pour plus de détails, voir Fiche technique et Distribution.
The Coquette est un film muet américain réalisé par Francis Boggs et sorti en 1911.

## Fiche technique
- Titre : The Coquette
- Réalisation : Francis Boggs
- Scénario : Francis Boggs
- Producteur : William Selig
- Société de production : Selig Polyscope Company
- Date de sortie : États-Unis : 6 novembre 1911

## Distribution
- Tom Santschi
- Betty Harte : the Coquette
- Herbert Rawlinson
- Iva Shepard
- Frank Richardson
- Anna Dodge
- Frank Clark
- Elaine Davis
- Fred Huntley
- Camille Astor